# Clément Dorlia
Albert Émile Clément Dorlia, né le 8 décembre 1870 à Paris 13e et mort à Paris 12e le 23 janvier 1942, est un rameur d'aviron français. 

## Carrière
Membre de la Société nautique de la Marne, Clément Dorlia remporte la médaille d'or en quatre avec barreur ainsi qu'en huit aux Championnats d'Europe d'aviron 1894.
Aux Championnats d'Europe d'aviron 1898, il obtient la médaille d'or en deux sans barreur.
Il participe aux Jeux olympiques de 1900, sans obtenir de médaille.